# 12-Stunden-Rennen von Sebring

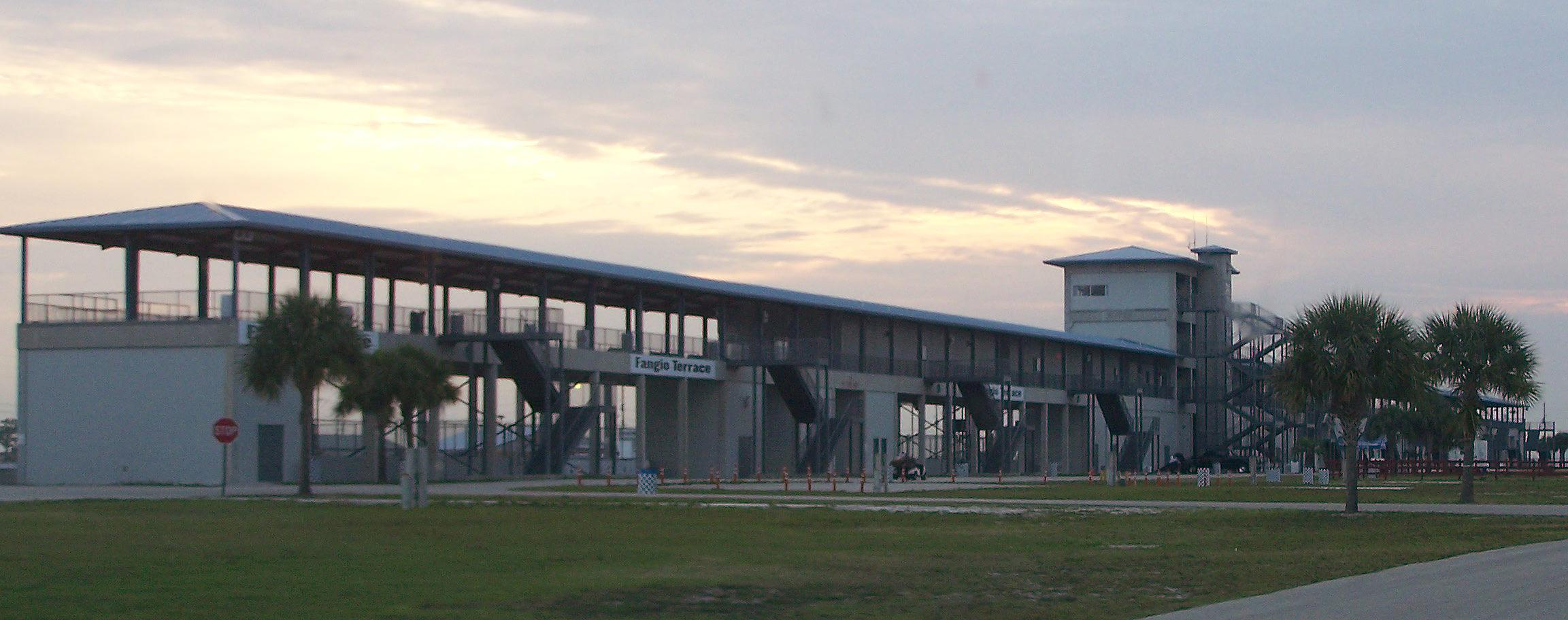
Tribüne in Sebring

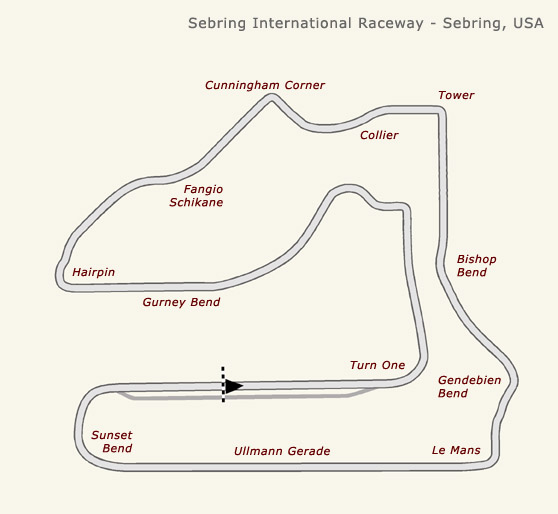
Rennstrecke

Das 12-Stunden-Rennen von Sebring ist eines der bekanntesten Langstrecken- bzw. Sportwagenrennen. Es wird seit 1952 alljährlich auf dem Sebring International Raceway bei der gleichnamigen Stadt Sebring in Florida ausgetragen. Nachdem das Rennen lange Zeit Bestandteil der Sportwagen-Weltmeisterschaft war, gehört es seit 1973 verschiedenen nordamerikanischen Serien an. Seit 2014 ist es Bestandteil der heutigen IMSA WeatherTech SportsCar Championship.
Es ist nach den 24 Stunden von Daytona traditionell das zweite Rennen der Saison und findet zumeist am dritten Wochenende im März statt.

## Die Rennstrecke
Der Kurs ist für seine Bodenwellen berüchtigt, die noch von der ursprünglichen Anlage herrühren. Dadurch und durch die meist hohen Temperaturen werden die Fahrzeuge harten Belastungen ausgesetzt, was als aussagekräftiger Test für die 24 Stunden von Le Mans gilt. Sofern bei beiden Rennen gleiche Regeln galten (was in den 1990er Jahren zeitweise nicht der Fall war) konnte der Sebring-Sieger sich oft auch in Le Mans durchsetzen.

## Die Veranstaltung
Nach der ersten Austragung 1952 wurde das Rennen in den Kalender der Sportwagen-Weltmeisterschaft aufgenommen. Bis in die 1970er Jahre blieb der Lauf traditionsgemäß der zweite Austragungsort der internationalen Meisterschaft. Mit der stärkeren Ausrichtung der Serie auf den europäischen Kontinent und der Ölkrise musste das Rennen 1974 abgesagt werden. Die noch junge GT-Meisterschaft der US-amerikanischen Motorsportorganisation IMSA übernahm den Lauf in ihren Kalender, nach dem 24-Stunden-Rennen von Daytona.
Mit dem Zusammenbruch der IMSA-GT-Meisterschaft Ende der 1990er Jahre trennten sich die Wege der beiden bedeutenden amerikanischen Langstreckenrennen. Das Ende Januar oder Anfang Februar ausgetragene 24-Stunden-Rennen von Daytona wurde nun Teil der Grand-Am Sports Car Series, während das 12-Stunden-Rennen von Sebring im Kalender der Nachfolgerserie American Le Mans Series aufging und bis einschließlich 2013 traditionell die Saison eröffnete. In den Jahren 2011 und 2012 war das Rennen  wieder Teil einer internationalen Rennserie, zunächst dem Intercontinental Le Mans Cup, danach der Langstrecken-Weltmeisterschaft.
Seit dem Auftreten des Audi R8 im Jahr 2000 wurden sechs Gesamtsiege in Folge durch dieses Fahrzeug eingefahren. Auch in den Jahren 2006 (R10 TDI) und 2009 (R15 TDI) konnte Audi mit den jeweiligen LMP1-Neuentwicklungen das Rennen gewinnen.
In der großen GT-Klasse unterlag Chevrolet mit der Corvette C6R seit 49 Jahren erstmals einem Aston Martin DBR9.
Traditionell konnten die Porsche-911-Derivate wie derzeit der Porsche 991 GT3 RSR zahlreiche Siege in ihrer Klasse erringen und von 1976 bis 1985 als Porsche 935 neunmal in Folge den Gesamtsieg verzeichnen.

## Gesamtsieger
| Jahr | Team                                    | Gesamtsieger                                                  | Fahrzeug                | Runden | Meisterschaft                                          |
| ---- | --------------------------------------- | ------------------------------------------------------------- | ----------------------- | ------ | ------------------------------------------------------ |
| 1952 | Stuart Donaldson                        | Larry Kulok Harry Grey                                        | Frazer Nash LM          | 145    | zählte zu keiner Meisterschaft                         |
| 1953 | Briggs Cunningham                       | Phil Walters John Fitch                                       | Cunningham C4-R         | 173    | Sportwagen-Weltmeisterschaft                           |
| 1954 | Briggs Cunningham                       | Bill Lloyd Stirling Moss                                      | Osca MT4 1450           | 168    | Sportwagen-Weltmeisterschaft                           |
| 1955 | Briggs Cunningham                       | Phil Walters Mike Hawthorn                                    | Jaguar D-Type           | 182    | Sportwagen-Weltmeisterschaft                           |
| 1956 | Scuderia Ferrari                        | Juan Manuel Fangio Eugenio Castellotti                        | Ferrari 860 Monza       | 194    | Sportwagen-Weltmeisterschaft                           |
| 1957 | Maserati Factory                        | Juan Manuel Fangio Jean Behra                                 | Maserati 450S           | 197    | Sportwagen-Weltmeisterschaft                           |
| 1958 | Scuderia Ferrari                        | Phil Hill Peter Collins                                       | Ferrari 250TR/58        | 200    | Sportwagen-Weltmeisterschaft                           |
| 1959 | Scuderia Ferrari                        | Phil Hill Olivier Gendebien Dan Gurney Chuck Daigh            | Ferrari 250TR/59        | 188    | Sportwagen-Weltmeisterschaft                           |
| 1960 | Joakim Bonnier                          | Hans Herrmann Olivier Gendebien                               | Porsche 781RS/60        | 196    | Sportwagen-Weltmeisterschaft                           |
| 1961 | SEFAC Automobili Ferrari                | Phil Hill Olivier Gendebien                                   | Ferrari 250TRI/61       | 210    | Sportwagen-Weltmeisterschaft                           |
| 1962 | Scuderia SSS Repubblica di Venezia      | Joakim Bonnier Lucien Bianchi                                 | Ferrari 250TRI/61       | 206    | Sportwagen-Weltmeisterschaft                           |
| 1963 | SEFAC Ferrari                           | John Surtees Ludovico Scarfiotti                              | Ferrari 250P            | 209    | Sportwagen-Weltmeisterschaft                           |
| 1964 | SEFAC Ferrari                           | Mike Parkes Umberto Maglioli                                  | Ferrari 275P            | 214    | Sportwagen-Weltmeisterschaft                           |
| 1965 | Chaparral Cars                          | Jim Hall Hap Sharp                                            | Chaparral 2A            | 196    | Sportwagen-Weltmeisterschaft                           |
| 1966 | Shelby American Inc.                    | Ken Miles Lloyd Ruby                                          | Ford X1 Roadster        | 226    | Sportwagen-Weltmeisterschaft                           |
| 1967 | Ford Motor Company                      | Bruce McLaren Mario Andretti                                  | Ford GT40 MK.IV         | 238    | Sportwagen-Weltmeisterschaft                           |
| 1968 | Porsche Automobile Co.                  | Hans Herrmann Jo Siffert                                      | Porsche 907             | 227    | Sportwagen-Weltmeisterschaft Trans-American-Serie      |
| 1969 | J. W. Automotive Engineering Ltd.       | Jacky Ickx Jackie Oliver                                      | Ford GT40               | 239    | Sportwagen-Weltmeisterschaft                           |
| 1970 | SpA Ferrari SEFAC                       | Ignazio Giunti Mario Andretti Nino Vaccarella                 | Ferrari 512S            | 248    | Sportwagen-Weltmeisterschaft                           |
| 1971 | Martini & Rossi Racing                  | Vic Elford Gérard Larrousse                                   | Porsche 917K            | 260    | Sportwagen-Weltmeisterschaft                           |
| 1972 | Scuderia Ferrari                        | Jacky Ickx Mario Andretti                                     | Ferrari 312PB           | 259    | Sportwagen-Weltmeisterschaft                           |
| 1973 | Dave Helmick                            | Hurley Haywood Peter Gregg Dave Helmick                       | Porsche Carrera RSR     | 226    | IMSA-GT-Serie                                          |
| 1975 | BMW Motorsport                          | Brian Redman Allan Moffat Hans-Joachim Stuck Sam Posey        | BMW 3.0 CSL             | 238    | IMSA-GT-Serie                                          |
| 1976 | Dickinson/Holbert Porsche-Audi          | Michael Keyser Al Holbert                                     | Porsche Carrera RSR     | 230    | IMSA-GT-Serie                                          |
| 1977 | George Dyer Racing                      | George Dyer Brad Frisselle                                    | Porsche Carrera RSR     | 234    | IMSA-GT-Serie                                          |
| 1978 | Dick Barbour Performance                | Brian Redman Charles Mendez Bob Garretson                     | Porsche 935             | 240    | Sportwagen-Weltmeisterschaft IMSA-GT-Serie             |
| 1979 | Dick Barbour Racing                     | Bob Akin Rob McFarlin Roy Woods                               | Porsche 935             | 239    | Sportwagen-Weltmeisterschaft IMSA-GT-Serie             |
| 1980 | Dick Barbour Racing                     | John Fitzpatrick Dick Barbour                                 | Porsche 935K3           | 253    | Sportwagen-Weltmeisterschaft IMSA-GT-Serie             |
| 1981 | Bayside Disposal Racing                 | Hurley Haywood Al Holbert Bruce Leven                         | Porsche 935/80          | 245    | Sportwagen-Weltmeisterschaft IMSA-GTP-Serie            |
| 1982 | JLP Racing                              | John Paul senior John Paul junior                             | Porsche 935 JLP-3       | 244    | IMSA-GTP-Serie                                         |
| 1983 | Personalized Autohaus                   | Wayne Baker Jim Mullen Kees Nierop                            | Porsche 934             | 231    | IMSA-GTP-Serie                                         |
| 1984 | De Narvaez Enterprises                  | Mauricio de Narváez Hans Heyer Stefan Johansson               | Porsche 935J            | 263    | IMSA-GTP-Serie                                         |
| 1985 | Preston Henn                            | A. J. Foyt Bob Wollek                                         | Porsche 962             | 281    | IMSA-GTP-Serie                                         |
| 1986 | Bob Akin Motor Racing                   | Bob Akin Hans-Joachim Stuck Jo Gartner                        | Porsche 962             | 287    | IMSA-GTP-Serie                                         |
| 1987 | Bayside Disposal Racing                 | Jochen Mass Bobby Rahal                                       | Porsche 962             | 298    | IMSA-GTP-Serie                                         |
| 1988 | Bayside Disposal Racing                 | Klaus Ludwig Hans-Joachim Stuck                               | Porsche 962             | 318    | IMSA-GTP-Serie                                         |
| 1989 | Electramotive Engineering               | Chip Robinson Geoff Brabham Arie Luyendyk                     | Nissan GTP ZX-Turbo     | 330    | IMSA-GTP-Serie                                         |
| 1990 | Nissan Performance Tech.                | Derek Daly Bob Earl                                           | Nissan GTP ZX-Turbo     | 301    | IMSA-GTP-Serie                                         |
| 1991 | Nissan Performance                      | Derek Daly Geoff Brabham Gary Brabham                         | Nissan NPT-90           | 298    | IMSA-GTP-Serie                                         |
| 1992 | All American Racers                     | Juan Manuel Fangio II Andy Wallace                            | Eagle MkIII             | 360    | IMSA-GTP-Serie                                         |
| 1993 | All American Racers                     | Juan Manuel Fangio II Andy Wallace                            | Eagle MkIII             | 230    | IMSA-GTP-Serie                                         |
| 1994 | Cunningham Racing                       | Steve Millen Johnny O’Connell John Morton                     | Nissan 300ZX            | 327    | IMSA-GT-Serie                                          |
| 1995 | Scandia Motorsports                     | Fermín Vélez Andy Evans Eric van de Poele                     | Ferrari 333SP           | 260    | IMSA-GT-Serie                                          |
| 1996 | Doyle Racing                            | Wayne Taylor Jim Pace Eric van de Poele                       | Riley & Scott Mk III    | 334    | IMSA-GT-Serie                                          |
| 1997 | Team Scandia                            | Fermín Vélez Andy Evans Stefan Johansson Yannick Dalmas       | Ferrari 333SP           | 281    | IMSA-GT-Serie                                          |
| 1998 | Momo Doran Racing                       | Didier Theys Giampiero Moretti Mauro Baldi                    | Ferrari 333SP           | 319    | IMSA-GT-Serie                                          |
| 1999 | BMW Motorsport                          | Tom Kristensen JJ Lehto Jörg Müller                           | BMW V12 LMR             | 313    | American Le Mans Series                                |
| 2000 | Audi Sport North America                | Tom Kristensen Frank Biela Emanuele Pirro                     | Audi R8                 | 360    | American Le Mans Series                                |
| 2001 | Audi Sport North America                | Michele Alboreto Rinaldo Capello Laurent Aïello               | Audi R8                 | 370    | American Le Mans Series                                |
| 2002 | Audi Sport North America                | Christian Pescatori Rinaldo Capello Johnny Herbert            | Audi R8                 | 346    | American Le Mans Series                                |
| 2003 | Infineon Team Joest                     | Marco Werner Frank Biela Philipp Peter                        | Audi R8                 | 367    | American Le Mans Series                                |
| 2004 | Audi Sport UK Team Veloqx               | Pierre Kaffer Frank Biela Allan McNish                        | Audi R8                 | 350    | American Le Mans Series                                |
| 2005 | Champion Racing                         | Tom Kristensen JJ Lehto Marco Werner                          | Audi R8                 | 361    | American Le Mans Series                                |
| 2006 | Audi Sport North America                | Tom Kristensen Rinaldo Capello Allan McNish                   | Audi R10 TDI            | 349    | American Le Mans Series                                |
| 2007 | Audi Sport North America                | Marco Werner Frank Biela Emanuele Pirro                       | Audi R10 TDI            | 364    | American Le Mans Series                                |
| 2008 | Penske Racing                           | Timo Bernhard Romain Dumas Emmanuel Collard                   | Porsche RS Spyder       | 351    | American Le Mans Series                                |
| 2009 | Audi Sport Team Joest                   | Tom Kristensen Rinaldo Capello Allan McNish                   | Audi R15 TDI            | 383    | American Le Mans Series                                |
| 2010 | Team Peugeot Total                      | Alexander Wurz Marc Gené Anthony Davidson                     | Peugeot 908 HDi FAP     | 367    | American Le Mans Series                                |
| 2011 | Team Oreca Matmut                       | Loïc Duval Nicolas Lapierre Olivier Panis                     | Peugeot 908 HDi FAP     | 332    | American Le Mans Series Intercontinental Le Mans Cup   |
| 2012 | Audi Sport Team Joest                   | Tom Kristensen Rinaldo Capello Allan McNish                   | Audi R18                | 325    | American Le Mans Series Langstrecken-Weltmeisterschaft |
| 2013 | Audi Sport Team Joest                   | Marcel Fässler Benoît Tréluyer Oliver Jarvis                  | Audi R18 e-tron quattro | 364    | American Le Mans Series                                |
| 2014 | Chip Ganassi Racing                     | Scott Pruett Memo Rojas Marino Franchitti                     | Riley Mk XXVI           | 291    | United SportsCar Championship                          |
| 2015 | Action Express Racing                   | Christian Fittipaldi Sébastien Bourdais João Barbosa          | Chevrolet Corvette DP   | 340    | United SportsCar Championship                          |
| 2016 | Tequila Patron ESM                      | Scott Sharp Ed Brown Johannes van Overbeek Luís Felipe Derani | Ligier JS P2            | 238    | IMSA WeatherTech SportsCar Championship                |
| 2017 | Konica Minolta Cadillac DPi-V.R         | Ricky Taylor Jordan Taylor Alex Lynn                          | Cadillac DPi-V.R        | 348    | IMSA WeatherTech SportsCar Championship                |
| 2018 | Tequila Patron ESM                      | Luís Felipe Derani Nicolas Lapierre Johannes van Overbeek     | OnRoak Nissan DPi       | 344    | IMSA WeatherTech SportsCar Championship                |
| 2019 | Whelen Engineering Racing               | Luís Felipe Derani Eric Curran Felipe Nasr                    | Cadillac DPi-V.R        | 348    | IMSA WeatherTech SportsCar Championship                |
| 2020 | Mazda Motorsports                       | Jonathan Bomarito Harry Tincknell Ryan Hunter-Reay            | Mazda RT24-P            | 348    | IMSA WeatherTech SportsCar Championship                |
| 2021 | Mustang Sampling JDC-Miller MotorSports | Loïc Duval Sébastien Bourdais Tristan Vautier                 | Cadillac DPi V.R        | 349    | IMSA WeatherTech SportsCar Championship                |
| 2022 | Cadillac Racing                         | Earl Bamber Neel Jani Alex Lynn                               | Cadillac DPi V.R        | 351    | IMSA WeatherTech SportsCar Championship                |
| 2023 | Whelen Engineering Racing               | Luís Felipe Derani Jack Aitken Alexander Sims                 | Cadillac V-Series.R     | 322    | IMSA WeatherTech SportsCar Championship                |
| 2024 | Wayne Taylor Racing with Andretti       | Louis Delétraz Jordan Taylor Colton Herta                     | Acura ARX-06            | 333    | IMSA WeatherTech SportsCar Championship                |
| 2025 | Porsche Penske Motorsport               | Felipe Nasr Nick Tandy Laurens Vanthoor                       | Porsche 963             | 353    | IMSA WeatherTech SportsCar Championship                |